# Trowbridge
Trowbridge [ˈtroʊbrɪdʒ] ist eine englische Stadt in der Grafschaft Wiltshire. Der Kennet-und-Avon-Kanal fließt nördlich von Trowbridge entlang und spielte in der Entwicklung der Stadt eine nicht unerhebliche Rolle. Auf ihm konnte Kohle aus den Kohlefeldern in Somerset herangeschafft werden.
Der Ursprung des Namens ist nicht genau bekannt. Einerseits wird vermutet, dass der Name von „Tree bridge“ abgeleitet ist und auf die erste Brücke über den Biss hindeutet, andererseits wird vermutet, dass er von der Brücke bei Trowle stammt. Trowle ist eine kleine Ortschaft westlich der Stadt.

## Geographie
Trowbridge liegt am Biss etwa 19 km südöstlich von Bath.
Nördlich der Stadt fließt der Kennet-und-Avon-Kanal. Einige Kilometer östlich liegt ein kleiner Militärflugplatz, Keevil Airfield.
Nachbarorte sind: Bradford on Avon, Westbury, Melksham, Devizes, Hilperton, Southwick und Semington.

## Geschichte
Es gibt Hinweise, dass in der Gegend von Trowbridge schon seit 3000 Jahren Menschen siedeln. Erste Aufzeichnungen über Trowbridge findet man allerdings erst im 10. Jahrhundert, als die Stadt unter dem Namen Straburg im Domesday Book verzeichnet ist. Zu diesem Zeitpunkt hatte die Stadt 100 Einwohner.
Die Burg von Trowbridge wird zum ersten Mal 1139 erwähnt. Da dabei von einer Belagerung gesprochen wird, muss die Burg bereits früher gebaut worden sein.
Es handelt sich um eine so genannte Motte-Burg und dies ist auch heute noch im Stadtbild zu sehen. Die „Fore Street“ folgt dem Burggraben und die Straße „Castle Street“ und das „Castle Place Shopping Center“ deuten auf den Standort der Burg hin. Die Burg stand dort, wo heute das Trowbridge Museum steht.
Ab dem 13. Jahrhundert war Trowbridge ein Zentrum der Bekleidungsindustrie, die sich ab dem 17. Jahrhundert durch den Einsatz von Maschinen rasant weiterentwickelte. Da dadurch viele Arbeiter überflüssig wurden, kam es in den Jahren 1785, 1792 und im Zeitalter der Maschinenstürmer bei Einführung des mechanischen Webstuhls zu Unruhen.
1820 wurde Trowbridge als „Manchester des Westens“ bezeichnet. Zu diesem Zeitpunkt gab es 15 Fabriken in der Stadt und sie war von ihrer Größe vergleichbar mit Industriestädten des Nordens, wie Rochdale.
Im späten 19. Jahrhundert begann der Niedergang der Wollindustrie und dauerte während des gesamten 20. Jahrhunderts an. Die letzte Wollmanufaktur schloss 1982 ihre Pforten. In den Räumen dieser Fabrik befindet sich heute das Trowbridge Museum.
Mit dem Rückzug der Wollindustrie entstanden gleichzeitig Bettenfabriken, die den Wollabfall weiterverarbeiteten. Die heute noch existierende „Airsprung Furniture Group PLC“ gründete sich 1870 in der Stadt.
Ein weiterer Industriezweig entstand, als Abraham Bowyer mit seiner Firma „Pork Farms Bowyers“ zu einem der größten Arbeitgeber der Stadt wurde. Im Jahre 2008 verlegte die Firma ihren Sitz nach Nottingham.

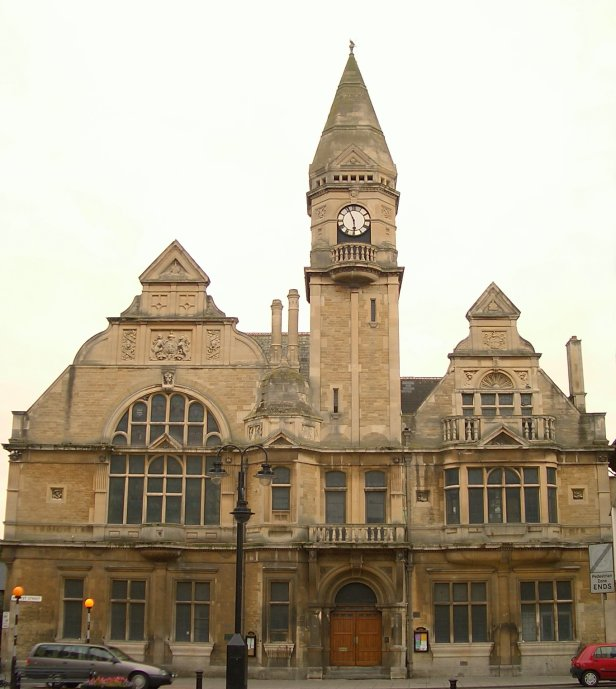
Rathaus von Trowbridge

Von 1824 bis zum Jahre 2000 hatte die Usher Brauerei ihren Sitz in Trowbridge.

## Sehenswürdigkeiten
- Man findet in der Stadt viele architektonisch interessante Gebäude, insbesondere die alten Gebäude der Textilindustrie und die denkmalgeschützten viktorianischen Häuser im Stadtteil Newton.
- Das Rathaus in der Market Street, gegenüber der Fußgängerzone, ist ein imposantes Gebäude. Es wurde der Stadt im Jahre 1889 von dem örtlichen Unternehmer Sir William Roger Brown anlässlich des 50-jährigen Thronjubiläums von Königin Victoria geschenkt.
- Die Stadthalle liegt am Stadtpark, wo auch die Touristeninformation zu finden ist.

## Freizeit und Sport
- Die Haupteinkaufsstraße ist die gut sortierte Fore Street mit der Fußgängerzone sowie die beiden Einkaufscenter „Shire center“ und „Castle Place“.
- Die Stadt besitzt eine Vielzahl von Pubs und zwei Freizeitzentren, und es finden viele Musikveranstaltungen statt.
- Neben einigen anderen Zeitungen ist die „Wiltshire Times“ die meistgelesene Zeitung der Stadt.
- In Trowbridge findet ein Teil des traditionellen „West Country Carnival“ statt und das „Trowbridge Village Pump Festival“. Dieses Folkfestival wurde früher im umgebauten Stall des „Lamb Inn“ in der Mortimer Street abgehalten, wird jetzt aber auf der Stowford Manor Farm zwischen Wingfield und Farleigh Hungerford veranstaltet.
- Der örtliche Fußballverein ist der Trowbridge Town F.C. im Ortsteil North Bradley. Sie spielen in der Division One West.

## Politik

### Einwohner
Die Stadt hatte bei der Volkszählung 2001 28.148 Einwohner.
Trowbridge hat die höchste Anzahl marokkanischer Einwohner in Großbritannien außerhalb Londons.

### Stadtentwicklung
Seit 2002 gibt es Pläne, die Stadt umzugestalten.
In den frühen 1990er Jahren verlegte die Supermarktkette Tesco ihren Sitz vom St. Stephen’s Place zur befahrenen A361. Der alte Standort wurde abgerissen und dort wurde ein Berg von Bauschutt zurückgelassen, der im Volksmund als „Mount Crushmore“ bezeichnet wurde.
Dieser Standort wird nun neu bebaut.
Eine Umfrage in der Bevölkerung ergab, dass man dort ein Freizeitzentrum bauen sollte, in dem auch wieder ein Kino enthalten sein soll.
Im März 2008 wurden die ersten Pläne dazu vorgestellt. Gleichzeitig wurden auch Pläne genehmigt, einen Waitrose Supermarkt an der Ecke Cradle Way/ County Way zu bauen, wo zurzeit noch die Ruinen einer Sanitärfabrik stehen.
Auch auf dem Gelände der ehemaligen Usher Brauerei wird seit Jahren gebaut. Dort sollen Appartements und ein Supermarkt entstehen.

## Städtepartnerschaften
- Oujda in Marokko, seit 2006
- Leer in Deutschland, seit 1989
- Charenton-le-Pont, Frankreich, seit 1996
- Elbląg, Polen, seit 2003

## Persönlichkeiten
Söhne und Töchter:
- Sir Isaac Pitman (1813–1897), Erfinder einer eigenen Stenografieschrift. In der Stadt befinden sich einige Gedenktafeln und ein Pub ist ebenfalls nach ihm benannt
- Benjamin Pitman (1822–1910), englisch-amerikanischer Schriftsteller
- Sir William Cook (1905–1987), Nuklearforscher, Träger des Bathordens und Mitglied der Royal Society; war in führender Position an der Entwicklung der englischen Atombombe in Aldermaston in den 1950er Jahren beteiligt
- Alan Bullock (1914–2004), britischer Historiker
- Bradley James (* 1983), britischer Schauspieler
- Stephen Lee (* 1974), britischer Snookerspieler, begann seine Karriere im Trowbridge Snooker Club
- Daniel Talbot (* 1991), Sprinter
- George Crabb, Dichter, war ebenfalls Pfarrer im Ort von 1814 bis zu seinem Tod im Jahre 1832
- John Dyer, englischer Ingenieur und Erfinder, dessen bekannteste Erfindung die rotierende Walkmaschine im Jahre 1833 war. Diese Maschine, die für die örtliche Wollindustrie entwickelt worden war, ist auch heute noch in Gebrauch.
- Matthew Hutton, der später Erzbischof von York und Canterbury wurde, war von 1726 bis 1730 städtischer Pfarrer
- Trevor Heeks, einst Weltmeister der Stadtausrufer, wohnt ebenfalls in Trowbridge